# Амер Абдулрахман
Амер Абдулрахман Абдулла Хуссейн Аль-Хамаді (араб. عامر عبد الرحمن عبد الله حسين الحمادي, нар. 3 липня 1989, Абу-Дабі) — еміратський футболіст, півзахисник клубу «Аль-Айн» і національної збірної ОАЕ.

## Клубна кар'єра
Народився 3 липня 1989 року в місті Абу-Дабі. Вихованець футбольної школи клубу «Баніяс». Дорослу футбольну кар'єру розпочав 2006 року в основній команді того ж клубу, в якій провів десять сезонів, взявши участь у 148 матчах чемпіонату. 
До складу клубу «Аль-Айн» приєднався 2016 року. Станом на 27 грудня 2018 року відіграв за еміратську команду 41 матч в національному чемпіонаті. В сезоні 2017/18 став співавтором «золотого дубля» — його команда виграла чемпіонат ОАЕ і Кубок Президента. Як діючий чемпіон ОАЕ «Аль-Айн» на правах команди-господаря став учасником Клубного чемпіонату світу 2018, де неочікувано подолав усі етапи змагання і вийшов до фіналу, де, утім, не зміг нав'язати боротьбу представнику Європи, мадридському «Реалу».

## Виступи за збірну
2009 року дебютував в офіційних матчах у складі національної збірної ОАЕ.
У складі збірної був учасником кубка Азії з футболу 2011 року у Катарі і кубка Азії з футболу 2015 року в Австралії. На обох континентальних першостях був основним гравцем і взяв участь в усіх іграх своєї збірної.
Ще за чотири роки був включений до заявки еміратців на домашній для них кубок Азії 2019 року.

## Титули і досягнення
- Чемпіон ОАЕ (1):

«Аль-Айн»: 2017-18
- Володар Кубка Президента ОАЕ (1):

«Аль-Айн»: 2017-18
- Клубний чемпіон Перської затоки (1):

«Баніяс»: 2013
Збірні
- Переможець Юнацького (U-19) кубка Азії: 2008
- Срібний призер Азійських ігор: 2010
- Переможець Кубка націй Перської затоки: 2013
- Бронзовий призер Кубка Азії: 2015